# Ленгнау (Аргау)
Ле́нгнау (нем. Lengnau, алем. нем. Längnau [ˈlæŋːˌnæu]) — коммуна в Швейцарии, в кантоне Аргау.
Входит в состав округа Цурцах. Население составляет 2460 человек (на 31 декабря 2007 года). Официальный код — 4312.

## Фотографии

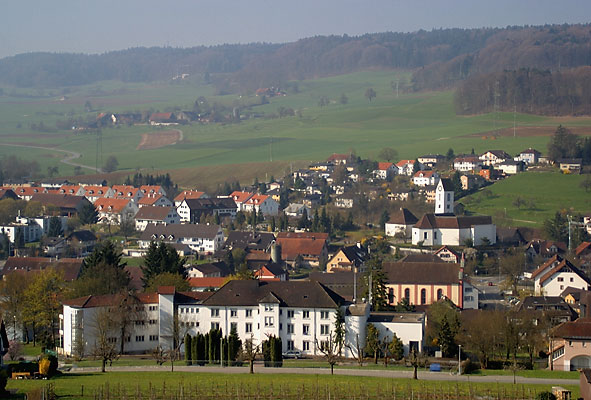
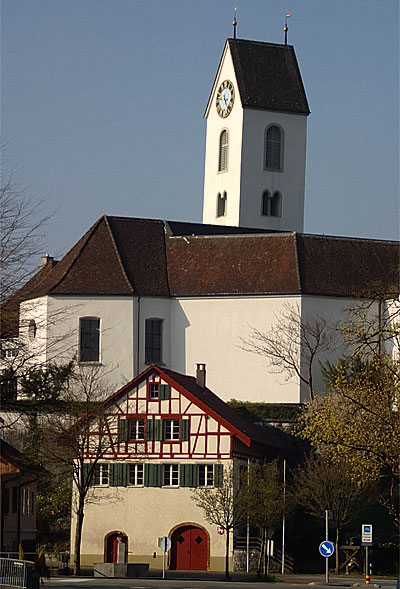
Церковь
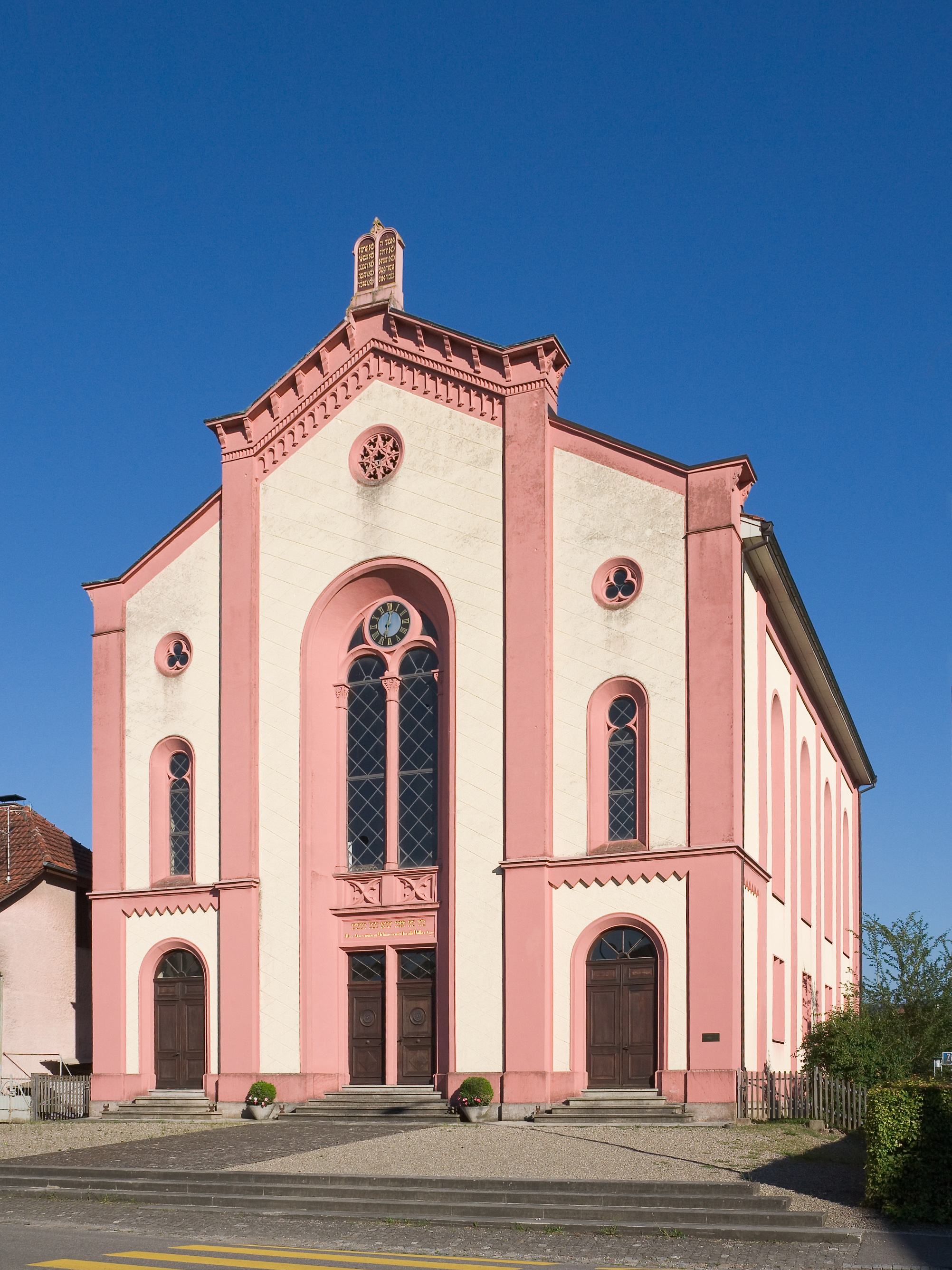
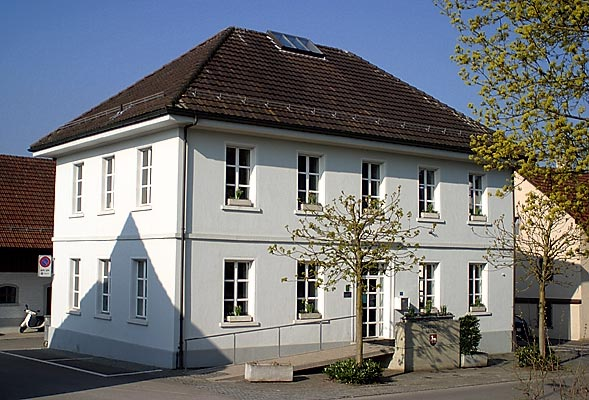